# Georges Ambourouet
Georges Amborouet (Libreville, 1 de maio de 1986) é um futebolista gabonês que joga como zagueiro atualmente pelo KS Dinamo Tiranë da Albânia .

## Carreira
Georges Amborouet fez parte do elenco da Seleção Gabonense de Futebol na Campeonato Africano das Nações de 2012.